# 傅洛达
傅洛达（德語：Andreas Martin Fulda，1977年—）是一名德國政治學家、漢學家、社會學家，也是中歐關係專家。他目前是諾丁漢大學政治學副教授，也是諾丁漢大學亞洲研究所和該大學中國政策研究所的高級研究員。傅洛达是對華政策跨國議會聯盟（IPAC）的外交事務顧問。他曾作為中國非政府組織合作協會（CANGO）的工作人員在中國大陸和台灣生活及工作了8年。傅洛达經常在媒體上對中國的時事進行評論，他是中國共產黨的激烈批評者之一。傅洛达達認為，德國的大學不需要依靠孔子學院來組織關於中國的活動。他的《中國大陸、台灣和香港的民主鬥爭》（2020年）一書導致了針對他的抹黑運動。傅洛达尖銳地批評了德國總理對中國的訪問。

## 教育
傅洛达在2000年獲得科隆大學中國研究學士學位，在2001年獲得倫敦大學亞非學院中國研究碩士學位（2001年），並在2007年獲得柏林自由大學政治學博士學位（2007年）。

## 外部連結
- 傅洛达 （页面存档备份，存于）在諾丁漢大學的官方網站
- 傅洛达 （页面存档备份，存于）在《外交政策》的文章
- 傅洛达 （页面存档备份，存于）在《The Conversation》的文章